# Lilli Henoch
Lilli Margarethe Rahel Henoch (Königsberg, 26 ottobre 1899 – Riga, 8 settembre 1942) è stata una pesista, discobola, insegnante e allenatrice tedesca.
Ebrea, fu una delle atlete tedesche più celebri degli anni venti e morì vittima dell'Olocausto.

## Biografia
Di famiglia benestante, il padre Leo Henoch era commerciante, Lilli aveva una sorella maggiore, Suse e un fratello minore, alle lezioni di pianoforte la piccola Lilli preferiva l'attività all'aria aperta, descritta nel 1988 dalla sorella come una bambina timida e schiva si costruì da sola una pedana per il salto in lungo e trascorreva il tempo lanciando pesanti sassi. Perse il padre all'età di 13 anni , nel 1919 la famiglia si trasferì a Berlino, la madre si risposò e  Lilli entrò a far parte del Berliner Sport-Club, in breve tempo divenne l'atleta più nota e celebrata del club.
Nei primi anni 1920 fu capitano della squadra di pallamano, membro della squadra di hockey che vinse il campionato di Berlino del 1925 e quello tedesco nel 1926. Nel getto del peso e del lancio del disco fu una delle migliori atlete dell'epoca a livello nazionale e internazionale ottenendo diversi record mondiali. Nel 1924, durante i campionati tedeschi di atletica leggera a Stettino divenne campionessa tedesca di salto in lungo, lancio del peso, lancio del disco e, insieme alla sua squadra, vinse il titolo nella staffetta 4×100 metri. Negli anni successivi ottiene altri titoli nazionali e record mondiali, nel 1926 fu nella squadra che ottenne il record mondiale nella staffetta 4×100 m, sempre nello stesso completò gli studi come insegnante di educazione fisica e ortopedia presso la Preußische Hochschule für Leibesübungen.
Viene descritta come una di quelle atlete che regalarono notorietà mondiale all'atletica leggera femminile tedesca e che ebbero un ruolo importante nel percorso di riconoscimento sociale ed emancipazione dello sport femminile.
Poco si sa dei suoi legami con il giudaismo, apparentemente Lilli mantenne legami con la religione ebraica, nel 1924 venne ingaggiata per allenare la sezione femminile della società ebraica berlinese Bar Kochba Berlin.
Ricoprì diverse cariche nel Berliner Sport-Club, il 18 gennaio 1933, pochi giorni prima della nomina di Adolf Hitler a Cancelliere del Reich, divenne presidente della sezione femminile di atletica leggera. Nello stesso anno, in seguito al processo di arianizzazione che coinvolgeva anche le società sportive Lilli fu costretta a uscire dal Berliner Sport-Club, entrò a far parte dello Jüdischer Turn-und Sportclub 1905 (JTSC) dove continuò a praticare atletica leggera e soprattutto pallamano, la sua squadra vinse il campionato berlinese per squadre ebraiche nel 1935 e nel 1936. Dal 1933 fu insegnante di educazione fisica presso la scuola elementare ebraica nella Rykestrasse nel quartiere di Prenzlauer Berg a Berlino.
A partire dalla metà degli anni 1930 e soprattutto in seguito al pogrom del novembre 1938 le condizioni di vita di Lilli Henoch e della madre peggiorarono drasticamente anche per le difficoltà lavorative imposte dalle leggi razziali, nel maggio 1941 furono costrette a trasferirsi in un piccolo appartamento in una casa per ebrei. Il 26 agosto 1942 le venne fatta firmare la "dichiarazione patrimoniale" (Vermögenserklärung) che solitamente precedeva di poco la deportazione, come ultima occupazione era riportato "Impiego nel raccolto a Neuendorf", attività per la quale fu probabilmente precettata.
Il 5 settembre 1942 venne deportata insieme alla madre nel ghetto di Riga, poco tempo dopo vennero prelevate, insieme a molti altri e fucilate. Furono sepolte in una fossa comune vicino a Riga.

## Record mondiali
- Lancio del disco: 24,90 m (Berlino, 1 ottobre 1922)
- Lancio del disco: 26,62 m (Berlino, 7 agosto 1923)
- Getto del peso: 11,57 m (Lipsia, 16 agosto 1925)
- Staffetta 4×100 metri: 50"4 (Colonia, 11 luglio 1926 con la squadra del Berliner SC)

## Campionati nazionali
- 1922: getto del peso
- 1923: getto del peso, lancio del disco
- 1924: staffetta 4×100 metri, salto in lungo, getto del peso, lancio del disco
- 1925: staffetta 4×100 metri, getto del peso
- 1926: staffetta 4×100 metri

## Commemorazione
Nel 1993 è stata dedicata a Lilli Henoch una via nel quartiere di Prenzlauer Berg, l'impianto sportivo coperto dedicato all'atletica leggera che si trova dentro lo Sportforum Hohenschönhausen, un grande centro sportivo di Berlino, porta il suo nome. Il 24 agosto 2002 venne inaugurato a Kreuzberg il Lilli-Henoch-Sportplatz. A Berlin-Schöneberg la palestra della scuola elementare è stata rinominata nel 2005 "Lilli-Henoch-Sporthalle am Winterfeldtplatz".
Nell'ambito dell'iniziativa delle pietre d'inciampo, nel 2008 l'artista Gunter Demnig ha posato una pietra davanti all'abitazione dell'atleta nella Treuchtlinger Straße 5 a Berlin-Schöneberg, l'iniziativa è stata sponsorizzata dal Deutscher Leichtathletik-Verband.
Nel 1990 è stata inclusa nella "International Jewish Sports Hall of Fame".